# شرى جسمي
الشرى الجسمي أو الشرى الجسدي هو مجموعة فرعية متميزة من الشرى التي يسببها التحفيز البدني الخارجي بدلاً من حدوثها تلقائيًا. هناك سبع فئات فرعية يتم التعرف عليها كأمراض مستقلة. الشرى الجسدي معروف بأنه مؤلم وحاك. والتي يمكن أن تتكرر لعدة أشهر إلى سنوات من حياة الشخص.

## العلامات والأعراض
تتميز الأرتكاريا بالوذمة الوراثية الجلدية (التورم)، الحمامي (التوهج، الأحمر)، المعروف أيضًا باسم خلايا النحل. تستمر آفات الخلية عادةً أقل من 24 ساعة وعادة ما تكون حاكة. يمكن أن تظهر خلايا النحل في أي مكان على الجسم وقد تغير شكلها وتتحرك وتختفي وتعاود الظهور مرة أخرى على مدى فترات زمنية قصيرة.

### أنواع خلايا النحل
الشرى الحاد (قصير الأجل): يمكن أن يتطور فجأة ويستمر لمدة تقل عن 6 أسابيع. حوالي 1 من كل 6 أشخاص لديهم خلايا حادة في مرحلة واحدة من حياتهم.
الشرى المزمن (طويل الأجل): يمكن أن يتطور فجأة ويستمر أكثر من 6 أسابيع. هذا النوع من الشرى غير شائع ويحدث فقط في 0.1% من السكان. 20% من المصابين بالشرى المزمن لا يزالون يعانون من مشاكل بعد مرور 10 سنوات على بدايته.

## الأسباب
سبب الشرى الجسدي غير معروف ولكن تم اقتراح أن يكون أحد أمراض المناعة الذاتية. وتم اقتراح أن الأجسام المضادة، التي ينتجها الجهاز المناعي لحماية البشر من الميكروبات الأجنبية، تكون ملازمة لأنسجة الجسم ؛ أنسجة الجسم الضارة.
في بعض الحالات، قد يكون الشرى الجسدي من أعراض مشاكل صحية أساسية مثل:
- مرض الغدة الدرقية
- التهاب الكبد
- عدوى
- سرطان
- حساسية الطعام
- تأتب

## التشخيص

### الفئات الفرعية
هناك سبع فئات فرعية من الشرى البدني:
- الشرى المتأخر في الضغط (DPU)
- كوليني الشرى (تشو)
- الشرى البارد (CU)
- الشرى الشمسية (SU)
- الشرى الضغط الحاد (الاتحاد الأفريقي)
- الشرى مجهول السبب المزمن (CIU)
- الشرى الجلدي أعراض (SDU) (الأكثر شيوعا)[3][5]

## علاج
عوامل مضادات الهيستامين هي الدواء الموصوف عادة لعلاج الشرى الجسدي. إنها تمنع تأثير الهستامين، وهو مركب ينتجه الجسم ويشكل جزءًا من الاستجابة المناعية المحلية وبالتالي يسبب الالتهاب. أشارت بعض الأبحاث إلى أن استخدام مضادات الهيستامين والمضاد في التآزر أفضل لعلاج الشرى الجسدي.
سلسلة الأحداث التي تربط رد فعل الجسم المضاد - المستضد مع إنتاج وإطلاق الهستامين ليست مميزة بشكل جيد. لذلك، كان التركيز في علاج الشرى الجسدي على توصيف فعالية مضادات الهيستامين بدلاً من تحليل مستقبلات الجلد أو الآليات المرضية.